# Pimpinella chungdienensis
Pimpinella chungdienensis är en flockblommig växtart som beskrevs av Cheng Yih Wu. Pimpinella chungdienensis ingår i släktet bockrötter, och familjen flockblommiga växter. Inga underarter finns listade i Catalogue of Life.